# Alberto Melich
Albert (voluit Alberto Melich, Engels: Alberto Malich) is een personage uit de Schijfwereld boeken van de Britse schrijver Terry Pratchett.
Albert is een magere man met grijs haar en een rode neus, alsof hij verkouden is. Hij heeft een bril met halve-maan-glazen.
Albert is eigenlijk Alberto Melich de Toverwijze, de stichter en eerste kanselier van de Gesloten Universiteit. In de universiteit staat een standbeeld van hem. Hij is meer dan 2000 jaar oud, maar omdat hij al vele jaren op het domein van de Dood woont, blijft hij 67 jaar.

## Boeken met de Alberto Melich (Albert)
- Dunne Hein
- Maaierstijd
- Zieltonen
- Berevaar